# 맥스 본 더 그로벤

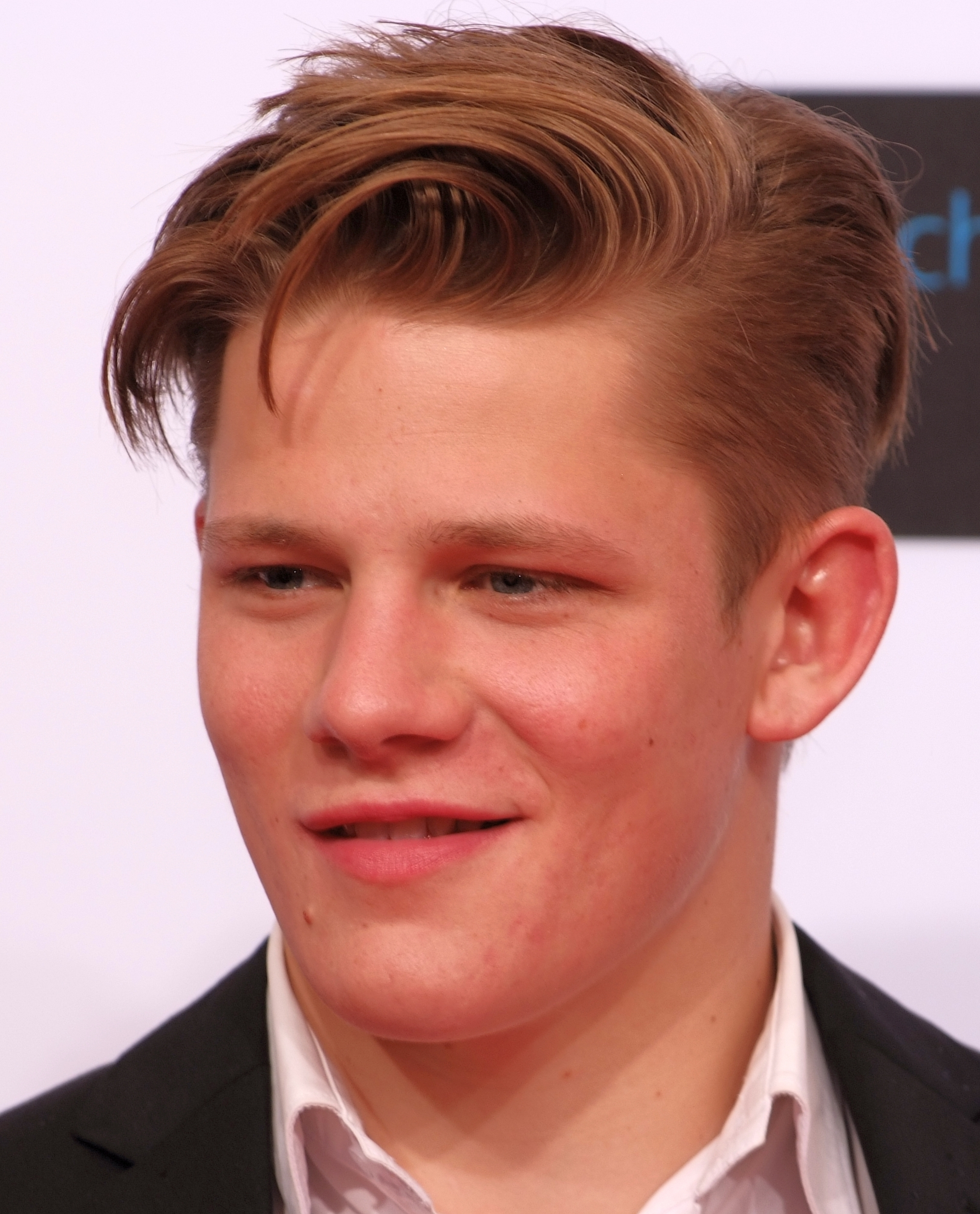

맥스 본 더 그로벤(Max von der Groeben, 1992년 1월 15일 ~ )은 독일의 배우, 영화배우이다.
쾰른에서 태어났다.

## 영화
- 키드냅핑 스텔라 (2019년)
- 괴테스쿨의 사고뭉치들 3 (2017년)
- 체크 잇 아웃! (2015년)
- 괴테스쿨의 사고뭉치들 2 (2015년)
- 괴테스쿨의 사고뭉치들 (2013년)